# Jūrmalciems
Jūrmalciems (deutsch Jurmalen) ist eine Siedlung in der Gemeinde Nīca (deutsch Niederbartau) im Bezirk Dienvidkurzeme, 24 Kilometer südlich von Liepāja (deutsch Libau) an der A11 (Liepāja – Litauische Grenze bei Rucava) (deutsch Tutzau) und der Ostsee.
Nordwestlich des Ortes liegt der Bernāti-Naturpark.

## Geschichte
Die Siedlung hat sich aus einem Fischerdorf entwickelt. 1932 wurde der Status eines Dorfes verliehen. Das Dorf litt während des Zweiten Weltkriegs stark durch die Kämpfe der Baltischen Operation. Von 1949 bis 1954 war es das Zentrum des sowjetischen Dorfrats von Jūrmalciems. Im Ort gibt es ein Postamt, zwei Kirchen (lutherisch und baptistisch), einen Funkleuchtturm und einen Küstenbeobachtungspunkt.

## Persönlichkeiten
Jūrmalciems ist der Geburtsort des Künstlers Miķelis Pankoks (1894–1983), ein lettischer Fischer, Zimmermann und autodidaktischer Holzbildhauer, der 1944 nach Deutschland kam. Bis 1950 blieb er in einem Flüchtlingslager in Vorarlberg. Ab 1951 – in einer psychiatrischen Klinik – schuf er dort viele seiner Werke. Er starb in Chur. Der Regisseur Rodrigo Rikards drehte 1993 über ihn den Dokumentarfilm „Miķelis Pankoks – Fantāzijas Miglāji“.